# Muziekgebouw aan 't IJ

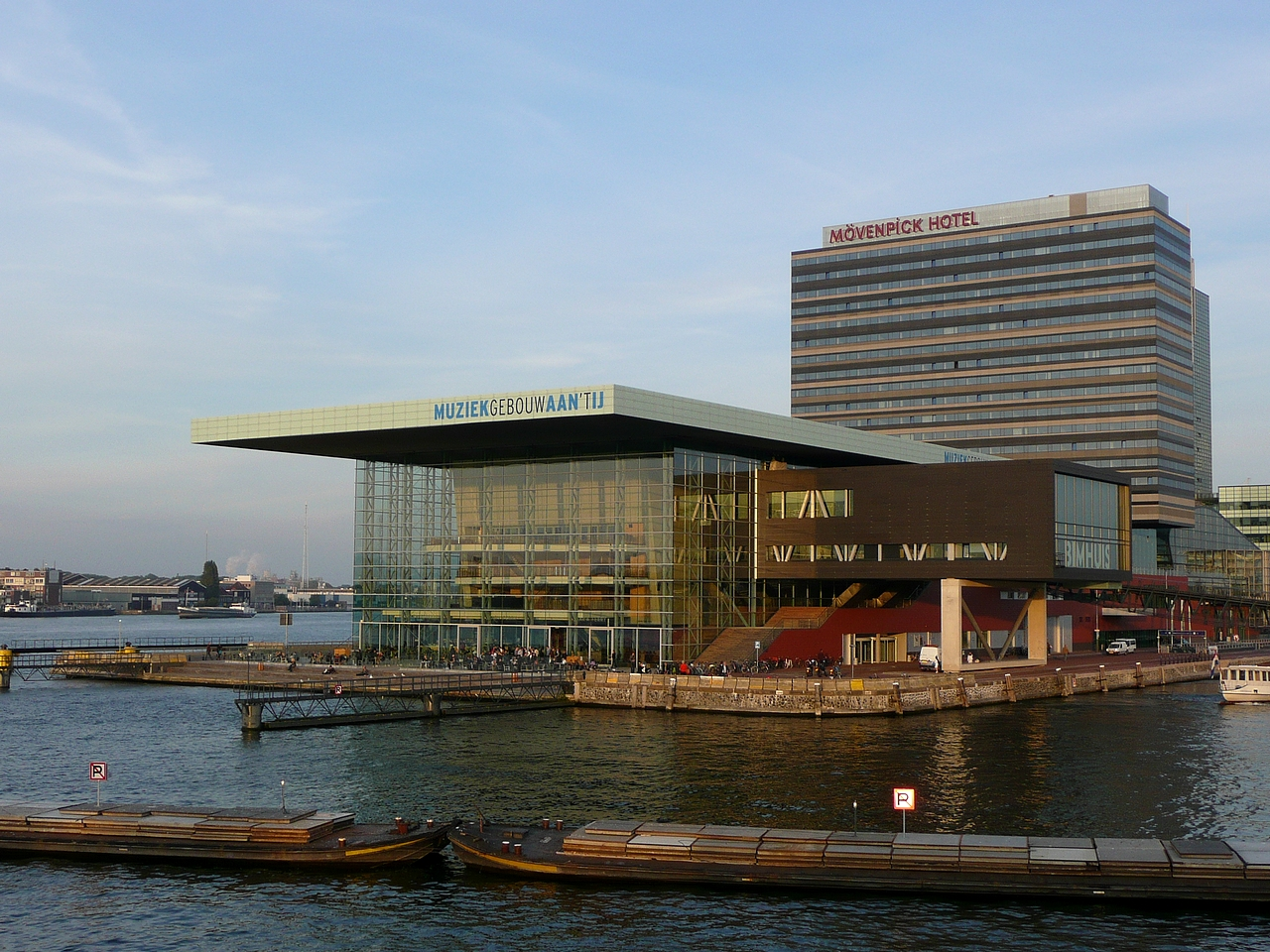
Muziekgebouw aan 't IJ

O Muziekgebouw aan 't IJ é uma sala de concertos em Amsterdã, nos Países Baixos. Graças a sua excelente acústica, o Muziekgebouw é considerado como uma das três melhores salas de concerto do mundo. O diretor é Boudewijn Berentsen. Muziekgebouw aan 't IJ contém uma grande área de concertos, bem como uma menor para conferências, palestras e exposições.

## Education
O Sound Lab (Laboratório Sound) consiste em um total de um instrumentos musicais espaço único criação personalizada experimental. Mais de 400 oficinas são organizadas anualmente e é o maior da Europa neste aspecto educativo. Em junho de 2017, o laboratório de som tem atualmente 100 instrumentos diferentes que variam de uma variedade de instrumentos étnicos de todo o mundo instrumentos conhecidos estranhos, tais como theremin e instrumentos hank drum e mais originais como os fabricantes Yuri Landman, Arvid Jense, Diane Verdonk, instrumentos de dados, Makey Makey e outros . O diretor Sound Lab é Anouk Diepenbroek.

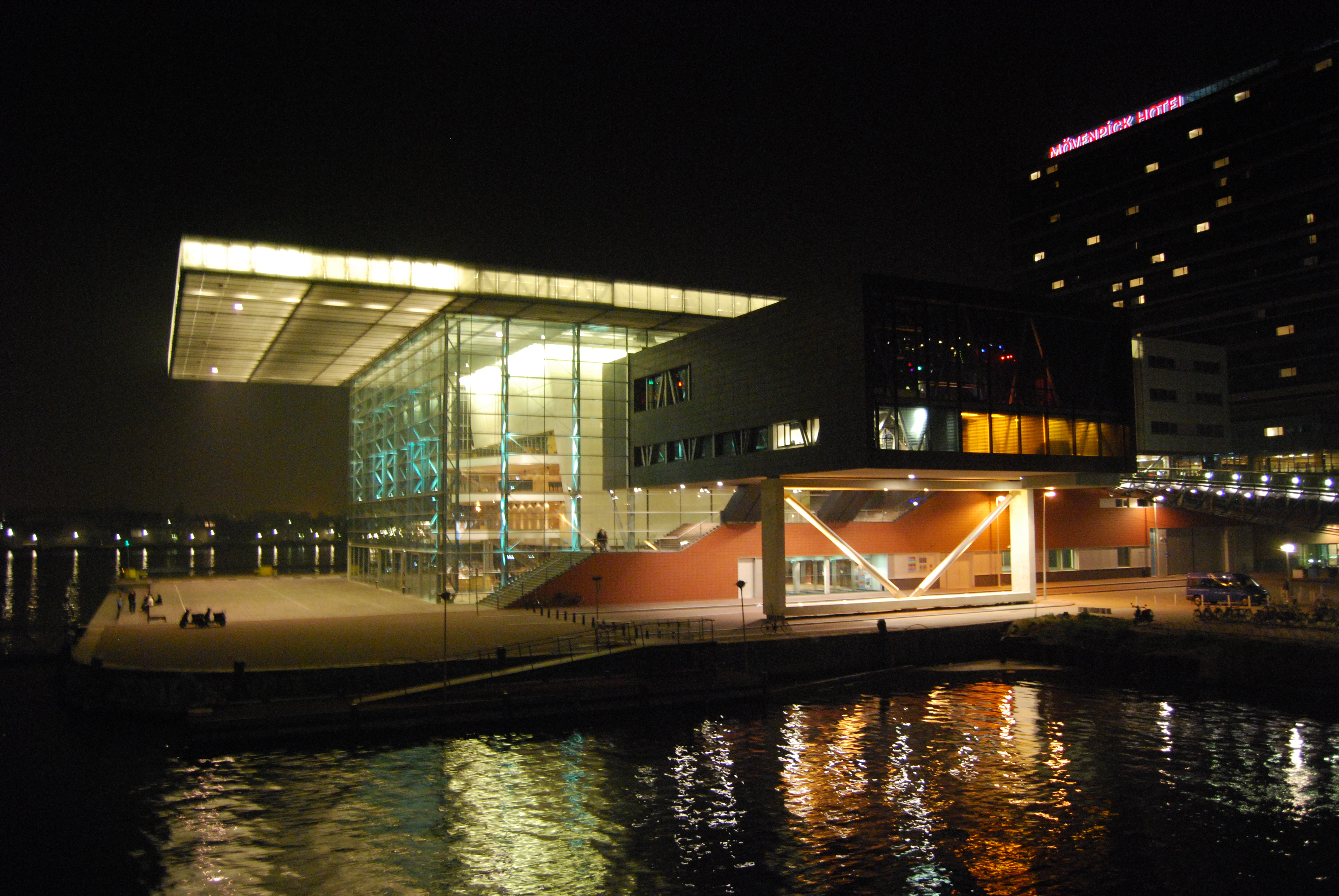
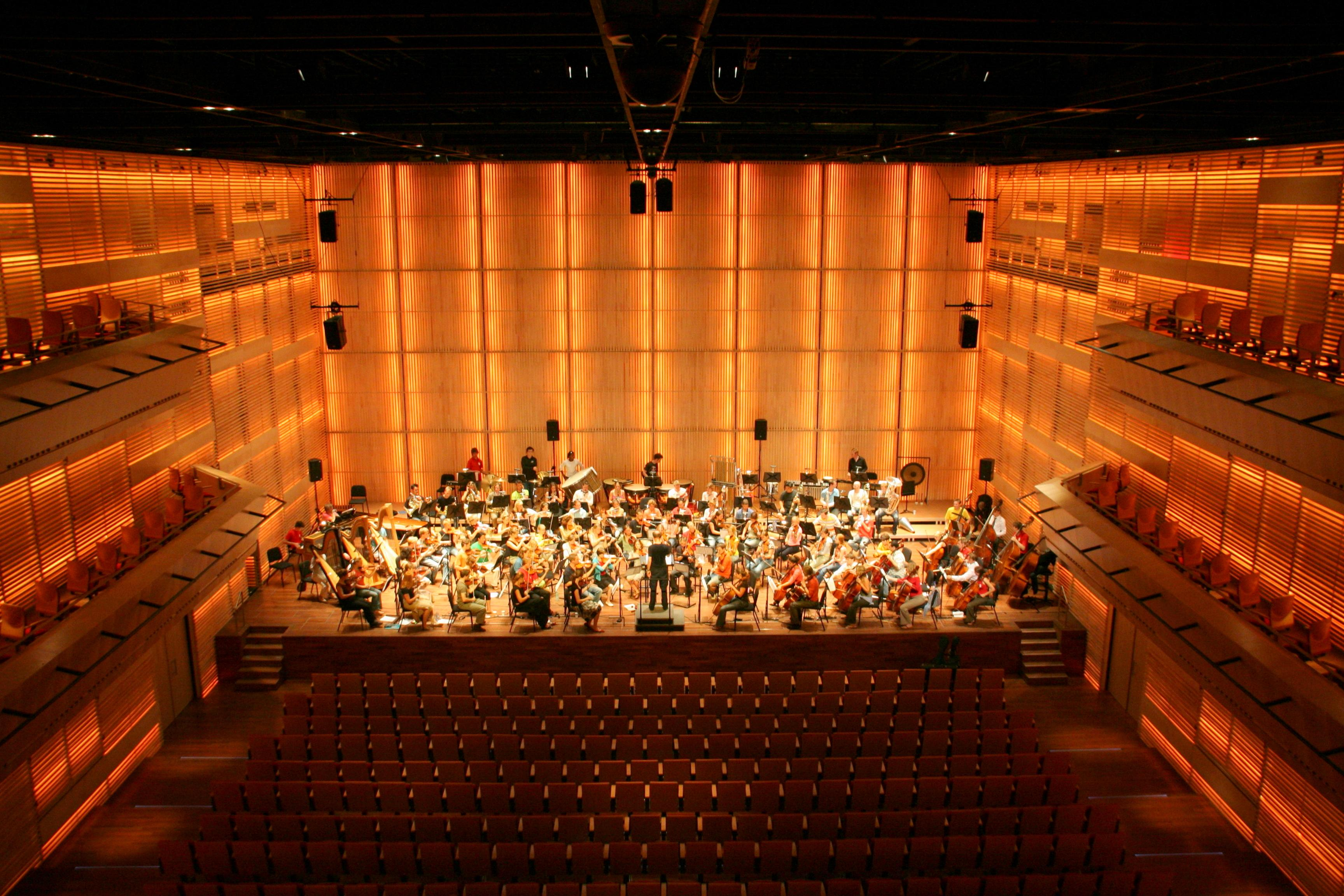
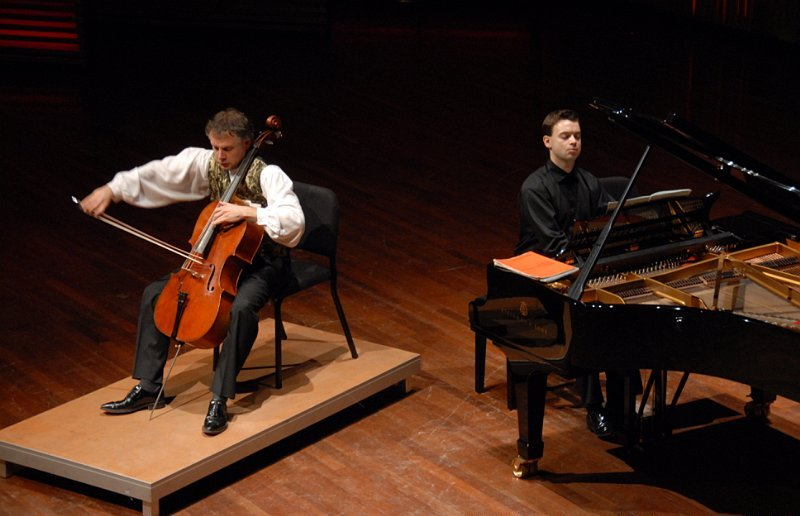
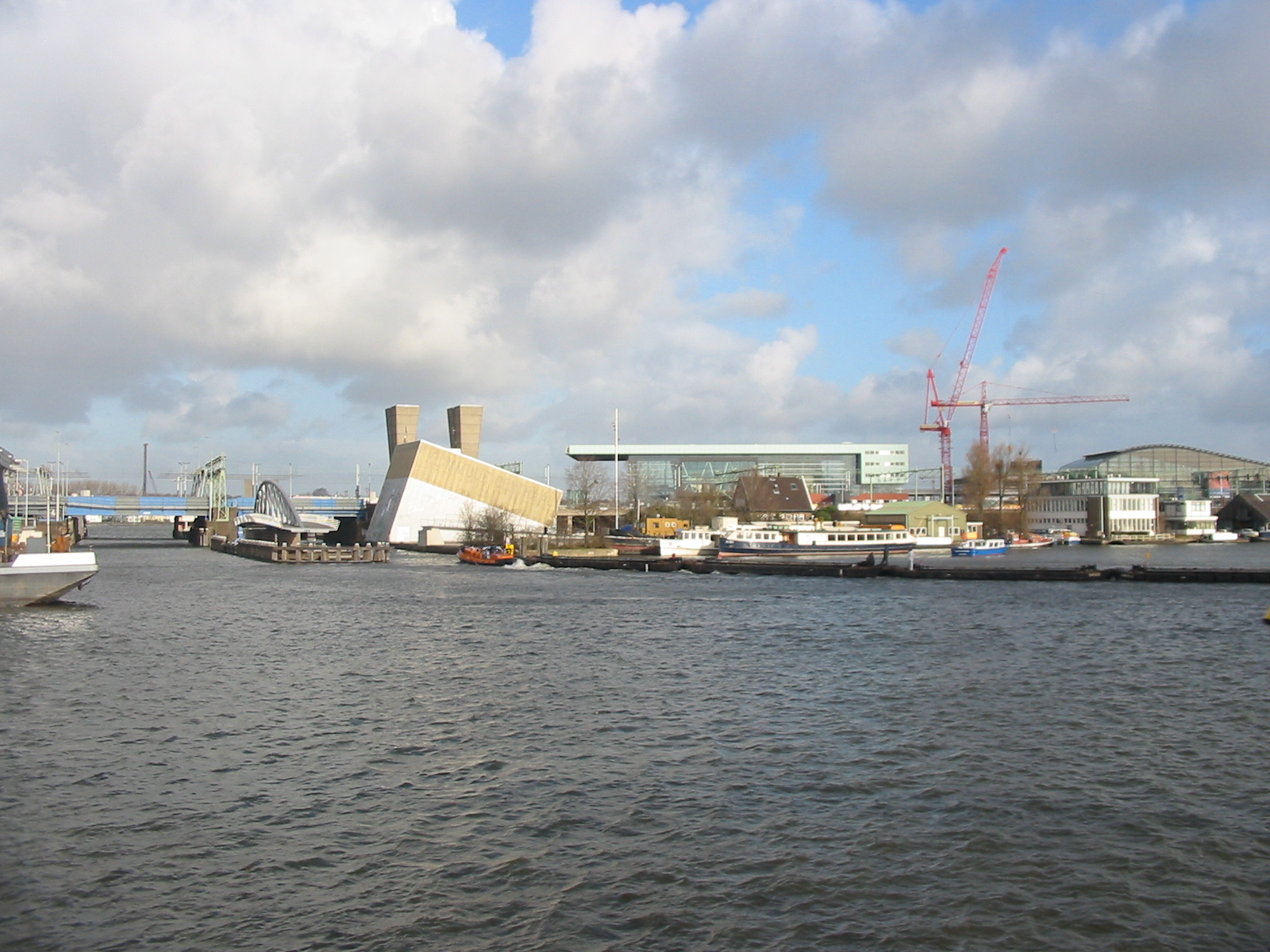